# Lokon
De Lokon (Indonesisch: Gunung Lokon) is een actieve stratovulkaan op het Indonesische eiland Sulawesi. De vulkaan heeft een hoogte van 1.580 m. De vulkaan is gelegen in de nabijheid van de stad Tomohon en de vulkaan Empung (1.340 m).
De laatste uitbarsting dateert van 29 maart 2013. Vorige uitbraken waren er op 24 april 2012, 10 februari 2012, 23 september 2003, 19 september en 26 oktober 1991 en in 1986.